# Зелёная улица (Чернигов)
Зелёная улица (укр. Зелена вулиця) — улица в Деснянском районе города Чернигова. Пролегает от улицы Мстиславская до улицы 2-й набережной, исторически сложившаяся местность (район) Ковалёвка. 
Примыкает улица Гончая.

## История
Начало улицы (между Мстиславской и Гончей) было проложено в конце 19 века, конец улицы (между Гончей и 2-й набережной) — в начале 20 века. На углу улиц Марьиной и Гончей ранее было расположено Владимирское городское училище, которое было переоборудовано в жилой дом (дом № 9/65).
В 1927 году улица получила современное название Зелёная.
На месте ликвидированной усадебной застройки в 2013 году был введён в эксплуатацию 10-этажный жилой кирпичный дом (№ 10). 
На месте ликвидированной усадебной застройки (№№ 62 — исторический дом — и 62А) Гончей улицы между Зелёной и Киевской улицами планируется строительство 10-этажного жилого дома.

## Застройка
Улица пролегает в северо-восточном направлении к реке Стрижень. Улица расположена в пойме реки Стрижень. Улица занята усадебной и частично малоэтажной жилой (один 2-этажный дом) застройкой и многоэтажной (один 10-этажный дом) жилой застройкой. 
Учреждения: нет
Памятники истории:
1. дом № 9/65 — Особняк (начало 20 века) — Дом Владимирского городского училища (1893) — предлагается к взятию на государственный учёт

Есть ряд рядовых исторических зданий, что не являются памятниками архитектуры или истории: усадебные дома №№ 2, 3, 7/60, 14/62, 15, 16/67, 17, 20, 22, 26, 28.